# Corporação Radium dos Estados Unidos

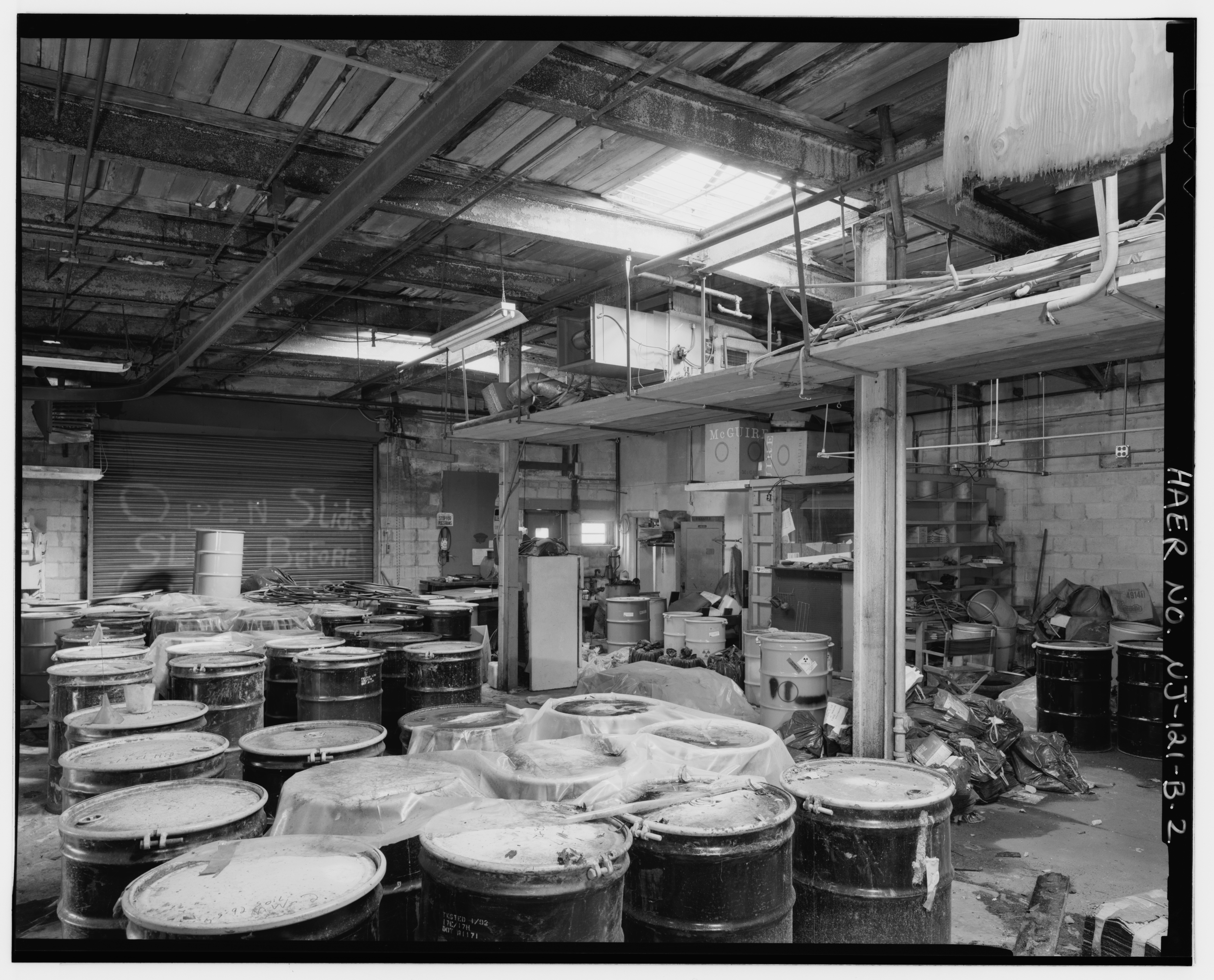
Laboratório de Cristalização de Radium, em Orange - NJ.

A United States Radium Corporation foi uma companhia estadunidense, mais notória por suas operações entre os anos de 1917~1926 em Orange, Nova Jérsei, que a levaram a causar o fortalecimento das leis de proteção a trabalhadores. Após seu sucesso inicial em desenvolver tinta radioativa que brilha no escuro, a companhia foi alvo de diversos processos judiciais no fim da década de 1920, causados pelas doenças severas e mortes de trabalhadoras (As Garotas do Radium) que ingeriram material radioativo. Às trabalhadoras, havia sido dito que a tinta era inofensiva. Durante a 1ª e 2ª Guerras Mundiais, a companhia produziu relógios e indicadores luminosos para o Exército dos Estados Unidos, para uso por soldados.

## Encerramento das operações
Após a confirmação da causa das mortes e doenças como sendo devidas ao material da empresa, a instalação da companhia em Orange foi forçada a fechar-se em 1927. O caso foi resolvido fora dos tribunais em 1928, mas não antes que um número significativo de litigantes estivessem seriamente doentes, ou mortas de câncer ósseo e outras doenças relacionadas à radiação. Alegou-se que a companhia deliberadamente atrasou a resolução dos litígios, levando a mais mortes.
Em novembro de 1928, o Dr. von Sochocky, inventor da tinta baseada em radium, morreu de anemia aplástica, resultante de sua exposição a material radioativo, "uma vítima de sua própria invenção".
As vítimas foram tão contaminadas que a radiação ainda pode ser detectada em suas tumbas, ao usar-se um contador Geiger.

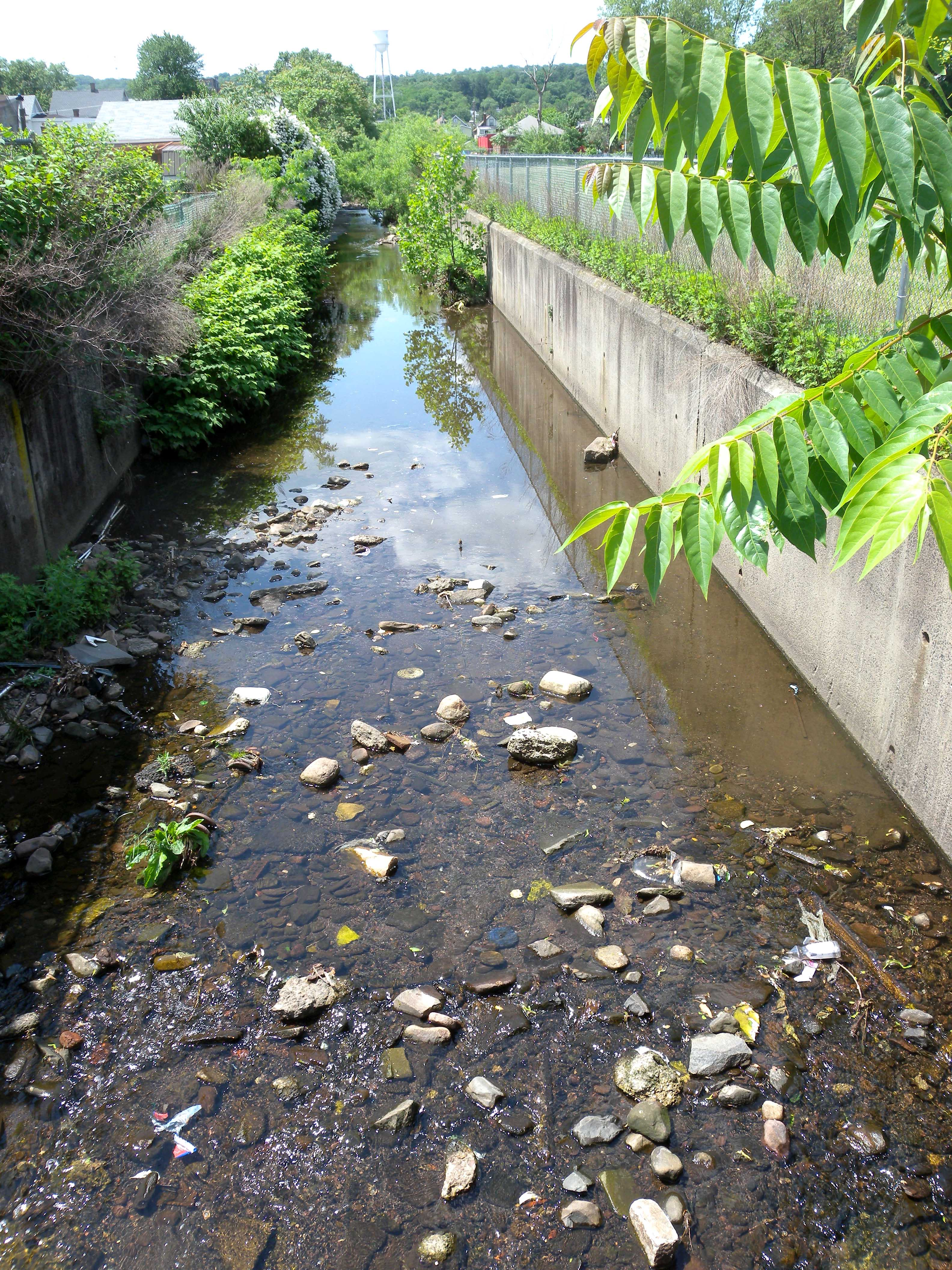
O Second River flui através do local da fábrica.

## Local Superfund
A companhia processou ~453,5Kg/dia de minério enquanto em operação, que foi jogado no local. A quantia de radônio e radiação resultantes de 1.600t de material na fábrica abandonada resultou no local receber a designação "Local Superfund" pela United States Environmental Protection Agency em 1983. De 1997 até 2005, a EPA remediou o local em um processo que envolveu escavação e eliminação em outro local do material contaminado por radium, na área correspondente à instalação da fábrica, e também em outras 250 propriedades comerciais e residenciais que foram contaminadas. Em 2009, a EPA concluiu sua longa tarefa de limpeza.